# Findling Tessenowweg 11

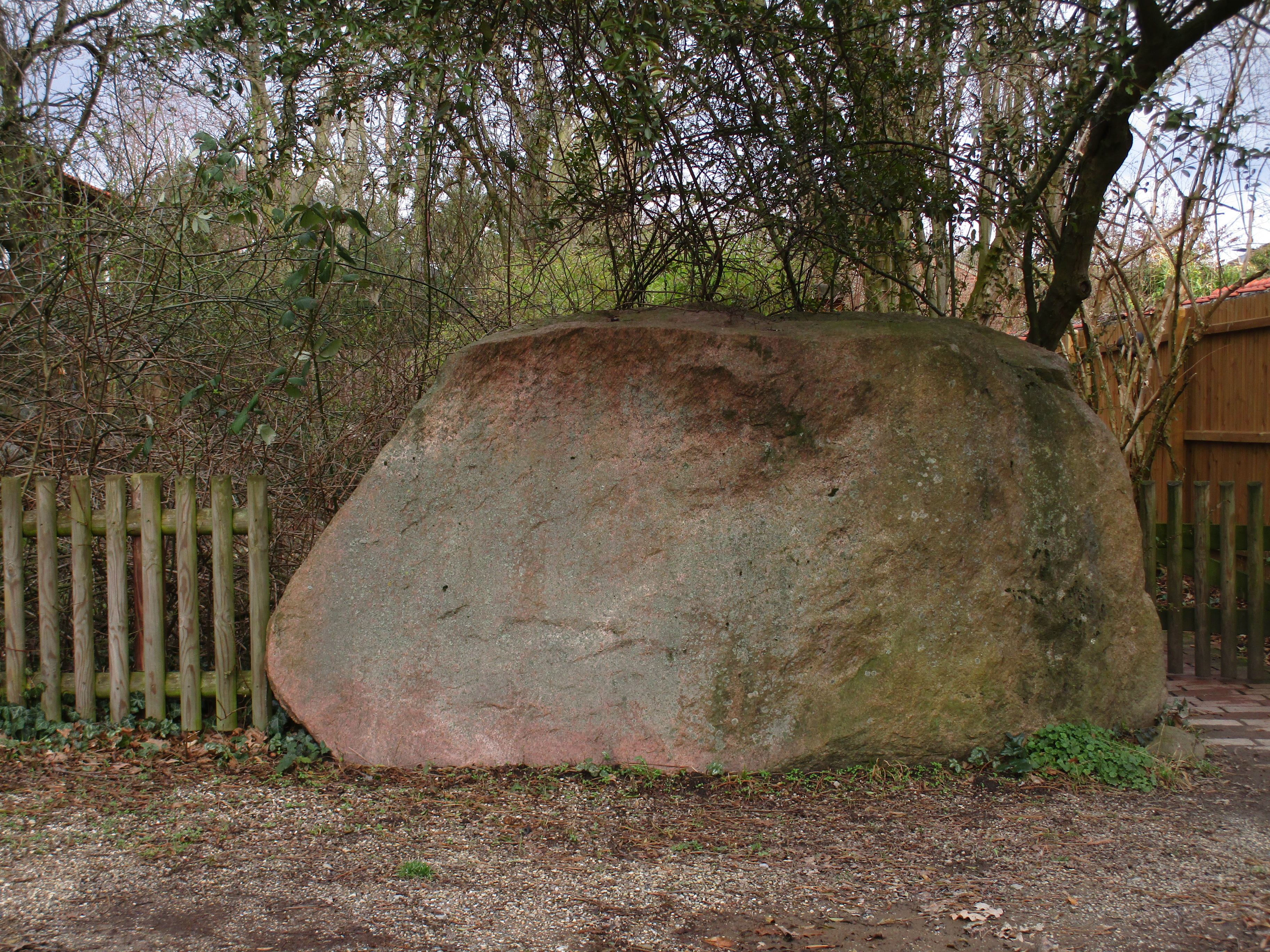
Der Findling vom Tessenowweg aus

Der Findling Tessenowweg 11 ist ein Findling auf dem Grundstück Tessenowweg 11 im hannoverschen Stadtteil Kirchrode. Der Stein wurde am 17. November 1983 zum Naturdenkmal erklärt und wird unter der Nummer (ND-H 227) (früher ND-HS 19) geführt. Er ist gleichzeitig als Geotop unter der Nummer 3624/02 registriert.
Die erste Unterschutzstellung erfolgte durch die Stadt Hannover als zu dieser Zeit für Naturschutz zuständiger Behörde. Die Aufgaben der unteren Naturschutzbehörde hat inzwischen die Region Hannover übernommen. Sie legte 2010 in einer Sammelverordnung die Naturdenkmale in ihrem Gebiet neu fest und begründete die Unterschutzstellung für diesen Stein mit dieser Beschreibung:
Findling (Windschliffstein), dreieckige Form, etwa 10 t schwer, wurde bei Grabungsarbeiten am Süßeroder Weg im Bereich der Grundmoräne gefunden. Länge: 2,5 m, Breite: 1,0 m, Höhe: 1,5 m
und nannte als Schutzzweck
Der Stein wird wegen seiner Seltenheit geschützt (Findlinge über 5 t Gewicht sind selten).
Den Standort beschreibt die Verordnung:
Am Südwestrand des Grundstücks Tessenowweg 11.
und nennt diese Flurdaten: Hannover, Kirchrode, Flur 8, Flurstück 95/26.
Der Süßeroder Weg, heute Süßeroder Straße, liegt ebenfalls im Stadtteil Kirchrode etwa einen Kilometer östlich des Tessenowweges.
Vor dem Stein ist eine kleine Informationstafel aufgestellt mit folgendem Text: 
Findling aus rotem Granit mit einem Durchmesser von 2 m und einem Gewicht von 10 t. Es handelt sich um einen Windschliffstein, der bei Grabungsarbeiten im Süßeroder Weg gefunden wurde. Zum Naturdenkmal erklärt am 17. November 1983.
Dieser Findling wird auch im 2013 veröffentlichten Landschaftsrahmenplan der Region Hannover als schützenswert aufgeführt. Er war damals einer von nur sieben Findlingen im Gebiet der Region, die als Geotop aufgeführt waren.